# Gerard Gordeau
Gerard Gordeau (La Haya, 30 de marzo de 1956) es un artista marcial retirado de los Países Bajos. En su larga carrera, Gordeau ha incursionado en disciplinas como el savate, el karate, el kickboxing, las artes marciales mixtas y la lucha libre profesional. con logros como el campeonato mundial de savate en 1991, ocho campeonatos consecutivos de Karate Kyokushin de los Países Bajos y finalista del primer torneo de la historia de Ultimate Fighting Championship.

## Carrera
Originalmente un karateka de la escuela Kyokushin, Gordeau compitió en el cuarto Kyokushin World Open de 1987, llegando a formar parte del top 32 de 207 participantes. Más tarde se unió a la asociación World Oyama Karate, así como la International Budokai (IBK) de Jon Bluming, donde se convirtió en su principal sucesor. Sin embargo, la sucesión estuvo rodeada de controversia, ya que Gordeau fue nombrado presidente después de que Bluming fuera implicado en un escándalo económico; después de que Bluming fuera declarado inocente de todos los cargos, declaró nulo el cargo de Gordeau y provocó la escisión de IBK en dos federaciones, una liderada por cada uno de ellos. También hubo controversia en sus gradaciones de karate, ya que Gordeau fue ascendido directamente de 4.º a 9.º dan bajo los auspicios de Bluming cuando todavía eran ambos miembros de la IBK original.
Participó en el cuarto evento organizado por K-1, el "K-1 Illusion", celebrado el 4 de septiembre de 1993, se trataba de un combate de kickboxing disputado bajo las reglas de K-1 en el que Gordeau terminó siendo derrotado por KO en el segundo asalto por el australiano Adam Watt. Un mes más tarde, el 2 de octubre de 1993, participaría en el evento "K-1 Illusion 1993 Karate World Cup" enfrentándose al japonés Toshiyuki Atokawa bajo las reglas del Kyokushinkai siendo Gordeau derrotado por el japonés mediante decisión.
Gordeau actuó como segundo de Kazuyuki Fujita antes de su combate contra Hans Nijman en PRIDE GP 2000.

## Campeonatos y logros
A lo largo de su carrera logró diversas graduaciones y campeonatos:
- 9.º dan en Kyokushinkai (Budo Kaikan)
- 7.º dan en Sei-Budokai
- 4.º dan en Kyokushinkai (NKA)
- 2.º dan en Full contact
- Máximo grado en Savate
- 4.º dan en Karate Oyama
- 8 veces campeón del campeonato de Karate Kyokushin de los Países Bajos
- 3 veces participante del campeonato mundial de Karate Kyokushin (1979, 1983 y 1987)
- Campeón mundial de pesos pesados de Savate (1991)
- 3 veces campeón del campeonato europeo de pesos pesados de Savate
- Finalista del torneo UFC 1 (1993)

## Récord en artes marciales mixtas
| Resultado | Récord | Rival        | Método                      | Evento               | Fecha                   | Asalto | Tiempo | Lugar            | Notas                      |
| --------- | ------ | ------------ | --------------------------- | -------------------- | ----------------------- | ------ | ------ | ---------------- | -------------------------- |
| Derrota   | 2–2    | Yuki Nakai   | Sumisión (heel hook)        | Vale Tudo Japan 1995 | 20 de abril de 1995     | 4      | 2:41   | Tokio, Japón     |                            |
| Derrota   | 2–1    | Royce Gracie | Sumisión (rear naked choke) | UFC 1                | 12 de noviembre de 1993 | 1      | 1:44   | Denver, Colorado | Por el campeonato de UFC 1 |
| Victoria  | 2–0    | Kevin Rosier | Sumisión (pisotón)          | UFC 1                | 12 de noviembre de 1993 | 1      | 0:59   | Denver, Colorado |                            |
| Victoria  | 1–0    | Teila Tuli   | TKO (parada del médico)     | UFC 1                | 12 de noviembre de 1993 | 1      | 0:26   | Denver, Colorado |                            |